# Boy Oh Boy (Alexandra Stan)
Boy Oh Boy è un singolo della cantante rumena Alexandra Stan, pubblicato il 30 giugno 2017 ed è il primo singolo estratto dall'album Mami. Il video musicale mostra la cantante a Kuala Lampur, in Malesia ed è stato rilasciato su YouTube il 30 giugno 2017.
Il singolo è arrivato nella Top 30 (n° 27) in Lituania.